# Островский, Сергей Борисович
Сергей Борисович Островский — советский хозяйственный, государственный и политический деятель.

## Биография
Родился в 1911 году. Член КПСС.
С 1930 года — на хозяйственной, общественной и политической работе. В 1930—1983 гг. — землеустроитель, маркшейдер, геодезист на руднике комбината «Апатит», ответственный работник Главугля, участник Великой Отечественной войны, работник комбината «Московуголь», заместитель начальника управления Министерства угольной промышленности СССР, заместитель Министерства угольной промышленности УССР, заместитель председателя Госплана УССР, начальник отдела угольной, торфяной и сланцевой промышленности Госплана СССР.
За создание и внедрение взрывобезопасного рудничного электрооборудования был в составе коллектива удостоен Сталинской премии в области разведки и добычи полезных ископаемых 3-й степени 1951 года.
Умер в 1988 году. Похоронен на Введенском кладбище (23 уч.).